# Agrostis natalensis
Agrostis natalensis é uma espécie de gramínea do gênero Agrostis, pertencente à família Poaceae.